# Media brigada
Una media brigada es una unidad militar de tamaño similar al de un regimiento. En su acepción más moderna, se diferencia del regimiento en que las unidades que la componen son batallones independientes u otras pequeñas unidades de distintas armas y cuerpos. Las medias brigadas se mencionan ya en tiempos de Gustavo Adolfo, pero empezaron a ser usadas como organizaciones permanentes en Francia en 1793, durante la Convención.

## Las medias brigadas en el Ejército francés

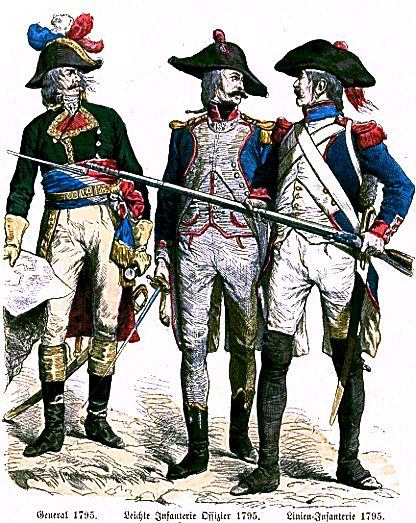
General, oficial de una media brigada ligera y soldado de una media brigada de línea (1795).

En 1793, la Convención Nacional francesa decretó la movilización general para defenderse de la Primera Coalición; esto significó la creación de numerosos batallones de voluntarios nacionales. También decretó la disolución de los regimientos de infantería en sus dos batallones, y la formación de medias brigadas: cada media brigada incluiría su estado mayor, un batallón de línea del ejército prerrepublicano y dos de los recientemente formados batallones de voluntarios nacionales, así como una compañía de artilleros voluntarios equipada con seis cañones de cuatro libras. Cada batallón debía estar formado por una compañía de granaderos y ocho de fusileros, y la plantilla teórica de la media brigada era de 2437 hombres. Con esto se pretendía crear 196 medias brigadas a partir de los 196 batallones de infantería de línea existentes y de 392 batallones de voluntarios. También se ordenó la creación de catorce medias brigadas ligeras combinando los catorce batallones de infantería ligera prerrepublicanos con veintiocho batallones francos, de legiones y de voluntarios, estas medias brigadas teniendo la misma plantilla que las anteriores. Un posterior decreto promulgado el 12 de agosto de 1793 especificaba los batallones de línea que irían a parar a cada media brigada y detallaba la plantilla de las unidades.
Las medias brigadas empezaron a formarse en 1794, según lo permitían las operaciones militares, y se decretó la formación de medias brigadas adicionales, formándose en total de 205 medias brigadas de línea y 35 medias brigadas ligeras. En 1796 se decretó una nueva reorganización que agrupó los efectivos de los batallones de voluntarios restantes y de la medias brigadas de la primera formación en las medias brigadas de la segunda formación, creándose 110 de línea y 30 ligeras. Los países satélites de la Francia revolucionaria, como la República Bátava y la República Helvética, también crearon medias brigadas en sus ejércitos.
Las medias brigadas fueron un elemento clave, no solo de la defensa de la República frente al ataque combinado de los ejércitos de la Primera y Segunda Coalición y de la oposición interna, sino también para las campañas de ocupación de los Países Bajos, las Provincias Unidas, la Renania, Italia y Suiza, y para la expedición a Egipto. Las medias brigadas fueron reincorporadas como regimientos por un decreto de 24 de septiembre de 1803, después de que Napoleón Bonaparte fuera proclamado primer cónsul vitalicio. En 1809 se volverán a crear treinta medias brigadas provisionales para servicio de ocupación en Alemania y España, y más tarde volvieron a ser disueltas y reincorporadas en regimientos.

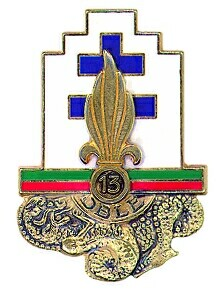
Insignia de la 13.ª Media Brigada de la Legión Extranjera

Ya durante las guerras napoleónicas se formaron también medias brigadas de marcha, que eran agrupaciones temporales de batallones sueltos, también formadas durante el traslado de batallones de refuerzo. En esta aceptación, las medias brigadas continuaron usándose en acciones expedicionarias del Ejército francés, como por ejemplo en la Segunda Guerra Mundial y en la Guerra de Indochina. La más famosa de este tipo de medias brigadas, que acabó convirtiéndose en una unidad permanente, fue la 13.ª Media Brigada de Marcha de la Legión Extranjera. Esta media brigada fue creada en 1940 para auxiliar a los finlandeses después de la agresión soviética, formando una brigada expedicionaria junto con otra media brigada de cazadores alpinos. La capitulación de Finlandia y la invasión alemana de Noruega forzaron un cambio de planes, y la media brigada legionaria se envió a Narvik para desalojar a los ocupantes alemanes. Pese a sus esfuerzos, la invasión alemana de Francia exigió su retirada. Tras su evacuación al Reino Unido, parte de sus efectivos se pasaron a las Fuerzas Francesas Libres, continuando su lucha contra los alemanes. Hoy en día se le conoce como la 13.ª Media Brigada de la Legión Extranjera y está estacionada en Yibuti.

## Las medias brigadas en el Ejército español
En España en 1844 se decretó la disolución de los regimientos de infantería para que la infantería –la de línea, la ligera y las milicias provinciales– quedara organizada en batallones sueltos. También se decretó que los batallones se agruparan en medias brigadas, tres en cada una, pero un cambio de gobierno antes de que la reorganización se llevara a cabo la canceló.

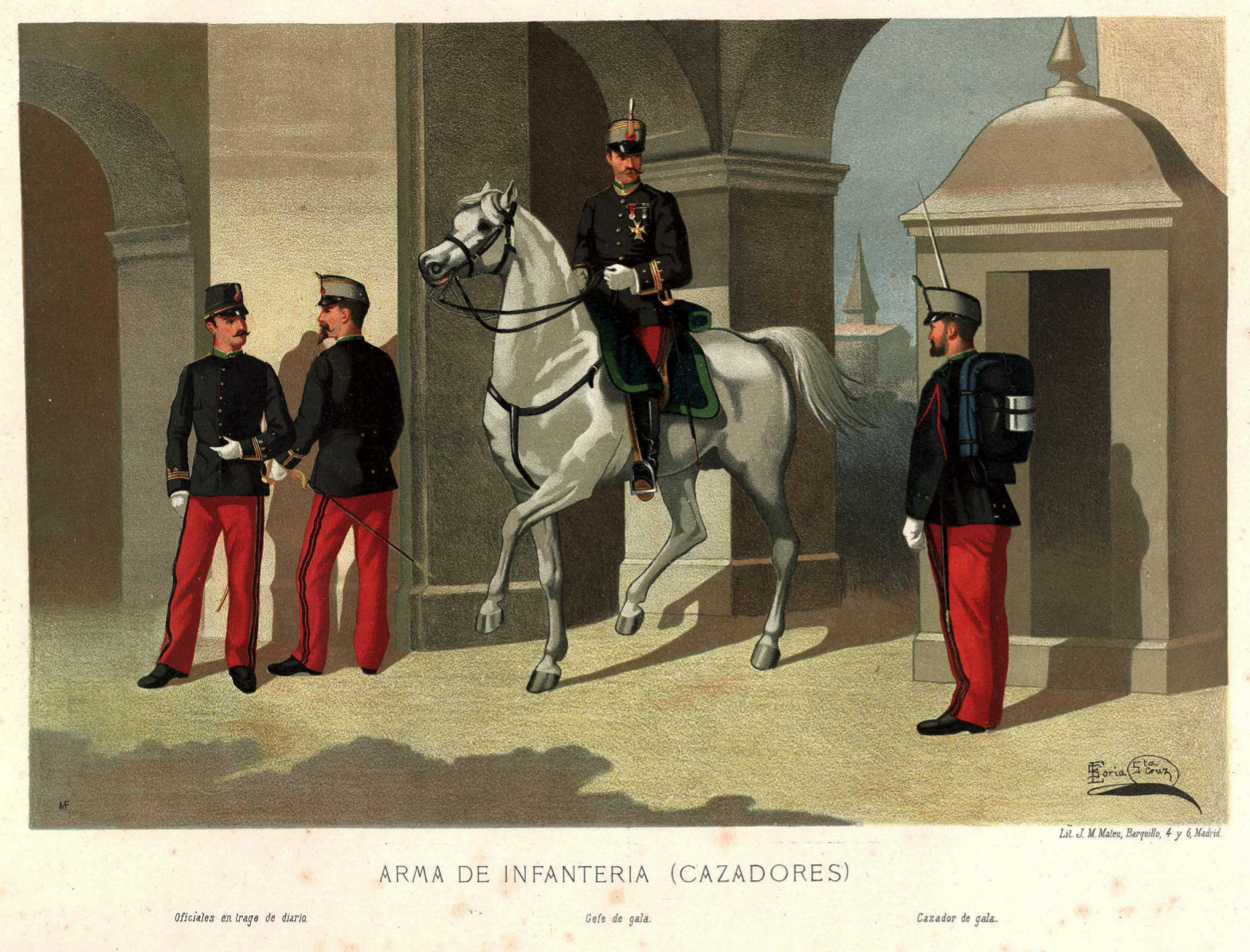
Militares pertenecientes a un batallón de cazadores en 1884.

En 1855 se crearon cinco medias brigadas para encuadrar los batallones de cazadores, a tres batallones por media brigada. Con esta excepción, en el siglo XIX en España la unidad de infantería permanente de mayor tamaño era el regimiento, pero normalmente no era una unidad de maniobra; en las campañas sus batallones eran agrupados en medias brigadas por la duración de la campaña, y estas en brigadas, y las brigadas en divisiones. Así, por ejemplo, el ejército español que combatió en la guerra de África estaba formado por brigadas sueltas y por divisiones de dos brigadas, con cada una de las brigadas compuestas por dos medias brigadas, y cada media brigada encuadrando de uno a tres batallones. Esto se veía reflejado en la Ley Constitutiva del Ejército de 20 de noviembre de 1878, que en su artículo 11 establecía que «En casos de guerra, preparación para ella, y cuando crea que las circunstancias lo exijan, el Gobierno podrá organizar la fuerza armada en medias brigadas, brigadas, divisiones y cuerpos de Ejército». Siguiendo este principio, medias brigadas fueron organizadas durante los conflictos de Cuba y Filipinas.
La reforma del Ejército de 1904 establecía la existencia en tiempo de paz de cuerpos de ejército, divisiones, brigadas y medias brigadas, pero estas últimas solamente para agrupar a los batallones de cazadores; las brigadas de infantería de línea estarían compuestas por dos regimientos, que recuperaban su carácter de unidad de maniobra. También se preveía la agrupación de los batallones de segunda reserva en medias brigadas en caso de movilización. La Segunda República redujo el número de unidades, pero mantuvo la existencia de las medias brigadas en las brigadas de cazadores, siendo convertidas estas en brigadas de montaña mixtas, y creando una nueva en Asturias en 1935. La organización en  medias brigadas fue usada en ciertos casos por el bando sublevado durante la Guerra Civil, pero desapareció en la reorganización posterior, pasando los batallones de cazadores de montaña a estar encuadrados en agrupaciones.